# Ian Hallam
Ian Hallam est né le 24 novembre 1948 à Basford (en), est un coureur cycliste britannique. Il s'est notamment illustré aux Jeux du commonwealth, obtenant pour l'Angleterre la médaille d'or de la poursuite en 1970, et quatre médailles en 1974 : l'or en poursuite individuelle et par équipes, et le bronze au kilomètre et aux 10 miles. Il a participé trois fois aux Jeux olympiques, de 1968 à 1976. Il a été médaillé de bronze de la poursuite par équipes en 1972 et 1976. En championnats du monde sur piste, il a été deux fois médaillé d'argent : en poursuite individuelle amateur en 1970, et par équipes en 1973.
Sur route, il a obtenu deux troisièmes places au championnat de Grande-Bretagne, et des victoires d'étapes sur la Milk Race et l'Olympia's Tour. Il est devenu professionnel en 1978 à l'âge de 30 ans, au sein de l'équipe KP Crisps. Il le reste cinq ans, avec moins de succès que dans les rangs amateurs.

## Palmarès sur piste

### Jeux olympiques
- Mexico 1968
  - 15e de la poursuite individuelle (en)
  - Quart de finaliste de la poursuite par équipes (en)
- Munich 1972
  -  Médaillé de bronze de la poursuite par équipes (en)
  - 10e de la poursuite individuelle (en)
- Montréal 1976
  -  Médaillé de bronze de la poursuite par équipes (en)
  - 20e de la poursuite individuelle (en)

### Championnats du monde
- Leicester 1970
  -  Médaillé d'argent de la poursuite amateurs
- Saint-Sébastien 1973
  -  Médaillé d'argent de la poursuite par équipes

### Jeux du Commonwealth
- 1970
  -  Médaillé d'or de la poursuite
- 1974
  -  Médaillé d'or de la poursuite
  -  Médaillé d'or de la poursuite par équipes
  -  Médaillé de bronze du kilomètre
  -  Médaillé de bronze des 10 miles

### Championnats nationaux
- Champion de Grande-Bretagne du kilomètre en 1970, 1973, 1974, 1975 et 1976
- Champion de Grande-Bretagne de poursuite amateur en 1969, 1970, 1971, 1972, 1973 et 1974
- Champion de Grande-Bretagne de l'américaine en 1973 et 1975 (avec Mick Bennett)
- Champion de Grande-Bretagne du scratch en 1975, 1976 et 1977
- Champion de Grande-Bretagne de vitesse en 1978, 1979 et 1981
- Champion de Grande-Bretagne de poursuite en 1979
- Champion de Grande-Bretagne de l'omnium en 1979, 1980, 1981 et 1982

## Palmarès sur route
| - 1966 - 2e du championnat de Grande-Bretagne sur route juniors - 1969 - 3e du Lincoln Grand Prix - 1970 - 3e du Lincoln Grand Prix - 1972 - 3e de l'Eddie Soens Memorial - 3e du championnat de Grande-Bretagne sur route - 1973 - 8eb étape de l'Olympia's Tour - 1974 - 3e du Lincoln Grand Prix - 3e du championnat de Grande-Bretagne sur route - 1975 - Perfs Pedal Race | - 1976 - Prologue et 5e étape de la Milk Race - Eddie Soens Memorial - 2e de la Perfs Pedal Race - 1977 - 2e de la Perfs Pedal Race - 1980 - Davies & Jeggo Motors, Road Race - 1981 - 2e du Tom Simpson Memorial Grand Prix - 2e du Grand Prix de Manchester - 1982 - 2e du Grand Prix de Manchester |  |